# 世德堂
世德堂位于浙江省金华市兰溪市黄店镇三泉村，又名“将士厅”。始建于南宋年间，现存三进建筑为明、清年间重建，面阔均为三间，面南向，总占地面积710平方米。第一进为牌坊式砖雕门楼，建于明嘉靖年间。第二进为正厅。第三进为清末民初时增建。1997年8月29日公布为浙江省文物保护单位，2013年5月公布为第七批全国重点文物保护单位。